# Windmaschine (Film)
Die Windmaschine wird für gewöhnlich bei Dreharbeiten angewendet, um Luft- und Unwettereffekte zu simulieren.
In den Anfangszeiten wurden dafür benzinbetriebene Flugzeugmotoren und -rotoren der Firma Curtiss-Wright benutzt, die allerdings den massiven Nachteil aufwiesen, nicht nur einen enormen Lärm zu erzeugen, sondern auch störende Abgase zu produzieren. Heute sind ausschließlich fahrende Elektro-Riesenventilatoren im Einsatz. Zwar ist der Lärmpegel, durch die Verwendung von Elektromotoren minimiert worden, das aber nicht zu vermeidende Windgeräusch wird in der Regel gemindert, indem der Luftstrom durch Segeltuchkanäle abgeleitet wird.

## Windmaschinenarten

### Richtungswindgebläse
- Kleinstwindmaschinen: Propeller erzeugen nur schwach gerichteten Windstrom
- Tubuswindmaschine: Stark gerichteter Windstrom mit einem Windaustrittsdurchmesser von 840 mm.
- Förderstromgebläse: Extrem stark gerichteter Wind

### Flächenwindgebläse
- Ringlüfter: Erzeugung von mittelschwachen, flächendeckendem Luftstrom.
- Propellerwindmaschine: Starker aber flächendeckender Wind